# Andrés Colorado
Pour les articles homonymes, voir Colorado (homonymie).
Andrés Colorado, né le 1er décembre 1998 à Guacarí en Colombie, est un footballeur international colombien qui évolue au poste de milieu défensif au São Paulo FC en prêt de Cortuluá.

## Biographie

### Deportivo Tuluá
Natif de Guacarí en Colombie, Andrés Colorado commence sa carrière professionnelle avec le Cortuluá, club évoluant alors en deuxième division colombienne. 

### Deportivo Cali
En janvier 2019, il est prêté pour une saison au Deportivo Cali. Il joue son premier match le 27 janvier 2019, lors d'une rencontre de championnat face à l'Atlético Bucaramanga. Il entre en jeu à la place de Nicolás Benedetti, et son équipe s'impose sur le score de deux buts à un ce jour-là. Le 4 octobre 2019, Colorado inscrit son premier but en faveur du Deportivo Cali, face au Deportes Tolima. Son équipe s'incline toutefois sur le score de cinq buts à deux ce jour-là.
Il atteint avec le Deportivo Cali la finale de la Coupe de Colombie en 2019. Son équipe s'incline face à l'Independiente Medellín (défaite 2-1).
En janvier 2020, il prolonge son aventure au Deportivo Cali,.
Le 29 octobre 2020, il inscrit son premier but en Copa Sudamericana, lors du 2e tour face au Millonarios FC. Le Deportivo Cali s'incline en huitièmes de finale face au club argentin du Vélez Sarsfield.

### São Paulo FC
Le 25 février 2022, Andrés Colorado est cette fois prêté au club brésilien du São Paulo FC, jusqu'à la fin de l'année,.

### En sélection
Andrés Colorado honore sa première sélection avec l'équipe nationale de Colombie le 16 janvier 2022, contre le Honduras, à l'occasion d'un match amical. Titularisé, il se fait remarquer en inscrivant également son premier but en sélection ce jour-là en ouvrant le score. Son équipe l'emporte finalement par deux buts à un,.

## Palmarès
- Finaliste de la Coupe de Colombie en 2019 avec le Deportivo Cali